# 昭和飛行機工業
昭和飛行機工業株式会社（しょうわひこうきこうぎょう）は、東京都昭島市を拠点とした機械メーカーである。

## 概要
社名の航空機内装備品のみならず、タンクローリーやバルク車などの特装車、給食カートや介護入浴装置などのライフサポート機器、ハニカム構造の複合材などを手掛ける。2020年にベインキャピタルグループによる組織改編で、昭島市に所有する広大な自社保有地の開発業務を分社化し、昭和飛行機都市開発株式会社を設立した。

## 沿革
- 1937年（昭和12年）6月 - 会社設立。
- 1938年（昭和13年）3月 - 東京製作所（東京都昭島市田中町所在）においてDC-3（零式輸送機）の製造を開始。
- 1955年（昭和30年）6月 - 大神作業所において特殊車両（タンクローリー、特殊トレーラー）製造を開始。
- 1960年（昭和35年）1月 - ヘクセル（英語版）社からハニカムの技術援助契約締結
- 1961年（昭和36年）10月 - 東京証券取引所第二部上場
- 1969年（昭和44年）8月 - 米軍接収施設の飛行場地域全面返還、跡地にゴルフ場を開設。
- 1984年（昭和59年）4月 - 昭島駅北口前に大型ショッピングセンター「モリタウン」開設
- 1997年（平成9年）4月 - 米国シアトルの駐在員事務所を法人化し、Showa Aircraft U.S.A. Inc.を設立
- 2006年（平成18年）10月 - 本店所在地を昭島市に移転
- 2014年（平成26年）3月 - 三井造船が実施した株式公開買付けの結果、同社の連結子会社となる。
- 2020年（令和2年） - 三井E&Sホールディングス（2018年に三井造船より改称）はベインキャピタルが投資助言を行うBCPEプラネットケイマンに保有する昭和飛行機株式の全てを売却[3]。
  - 4月22日 - BCPEプラネットケイマンの完全子会社に。
  - 10月1日 - 不動産賃貸・ホテル・レジャー事業を分割し、昭和飛行機都市開発株式会社を分社設立。昭和飛行機工業株式会社は同社の100％子会社となる（昭和飛行機都市開発株式会社は引き続きベインキャピタルグループ傘下）。

## 歴史

### 創業 - 輸送機DC-3のライセンス生産
1937年（昭和12年）6月5日、牧田環（初代社長、三井鉱山会長等も歴任。工学博士）の尽力により昭和飛行機工業株式会社が設立される。
当時の日本航空機業界は、すでに欧米に匹敵する優秀な軍用航空機を製作していたため、昭和飛行機はこれを追従するのではなく、日本が立ち遅れていた輸送機の製作こそが使命と捉え、当時のベストセラー機であったダグラスDC-3に目を付け、その国産化（ライセンス生産）を目指すこととなった。
航空機を製造するあたり、飛行場を併設した工場が必要であり、それには広大な土地が必要だった。検討した結果、北多摩郡昭和町、拝島村（以上現昭島市）、砂川村（現：立川市）の3町村にまたがる土地に、航空機製造工場である東京製作所を作ることを決め、工場および飛行場の建設に着手し、1938年（昭和13年）に稼働を始めた。稼働開始に合わせて、通勤者の便に配慮して、青梅線に新駅開設の認可をもらい、昭和飛行機が駅舎用地を提供、建設費を一部負担して、昭和前駅（現：昭島駅）が開設された。
工場は稼働したものの、DC-3の国産化には困難を極め、実現に3年の月日を費やすこととなる。DC-3国産化に成功し、順調に量産化を始めた頃、太平洋戦争が勃発する。1940年（昭和15年）には日本海軍にDC-3を零式輸送機として採用され、終戦までに430機のDC-3/零式輸送機を製造した。戦時中には他にも、愛知航空機（現：愛知機械工業）の九九式艦上爆撃機や、川西航空機（現：新明和工業）の紫電改などもライセンス生産した。

### 戦後 - 航空機事業との関わり
1945年（昭和20年）の敗戦とGHQ占領により、航空機事業が禁止され、この間に会社存続をかけて事業の多角化を図ることとなる。占領終結後の1957年（昭和32年）から始まった民間輸送機YS-11、続くC-1計画にも参加し、分担生産を行った。現在量産中のC-2輸送機・P-1哨戒機でも分担生産に参加している。

### 現在 - 航空機以外に注力～分社化
現在、航空機事業は主力ではなく、特殊車両（タンクローリーなど）やライフサポート機器、ハニカム構造体などの製造が中心である。
また、工場跡の広大な敷地を活用した不動産賃貸事業やホテル・レジャー事業にも積極的で、JR青梅線昭島駅エリアを「東京・昭島 モリパーク」と称して開発を展開。大型ショッピングセンター「モリタウン」のほか、「フォレスト・イン昭和館」、「昭島ステーションホテル 東京（旧・ホテルS&Sモリタウン）」、「昭和の森ゴルフコース」、「昭和の森テニスセンター」、「フィットネスクラブ・フォーラス」などのホテルやレジャー施設を運営している。
2015年3月には、アウトドアブランド専門店とボルタリングジムなどからなる商業施設モリパーク・アウトドアヴィレッジを開業した。
2020年10月の会社分割時に不動産部門が分社化し、以降は昭和飛行機都市開発株式会社が不動産事業を展開している。

## 関連会社
- 昭和飛行機テクノサービス株式会社
- 昭和の森エリアサービス株式会社
- 株式会社メトス
- SHOWA AIRCRAFT USA INC.